# Institut Nacional General José Miguel Carrera
L'Institut Nacional General José Miguel Carrera (conegut de vegades, a causa del seu codi, com Liceu A-0) és la institució educacional de pregrau més antiga i una de les més prestigioses de Xile, creada pel govern de José Miguel Carrera durant la Pàtria Vella el 10 d'agost de 1813 com l'única entitat d'educació superior de l'època.
El pla per a la seua creació es deu a Juan Egaña, Camilo Henríquez i Manuel de Sales. En paraules del fra Camilo Henríquez "La gran fi de l'Institut és donar a la Pàtria ciutadans que la defensen, la dirigisquen, la facen florir i li donen honor". El seu lema és «Labor Omnia Vincit» ("El treball tot ho venç" en llatí).
Actualment, l'Institut Nacional és un liceu d'homes que imparteix la modalitat d'Educació General Bàsica (7° i 8° anys) i l'educació mitjana científico-humanista (d'1 a 4 anys). Té una xifra propera de 4.250 alumnes inscrits.
L'Institut Nacional, considerat un bastió de l'educació pública xilena, és considerat per diversos estudis com un dels millors col·legis del país, el millor municipal i el més prestigiós del país. En la PSU rendida a fins de l'any 2006, va ser considerat el 20º millor col·legi de Xile, baixant 11 llocs en consideració al 9º lloc que havia obtingut en 2005. El terme mitjà arribaren els 667 punts i 19 alumnes arribaren a la puntuació màxima nacional. Amb els seus 693 alumnes de la promoció, a més, va ser el col·legi amb nombres d'inscrits més alts per a rendir el test a nivell nacional.

## Galeria

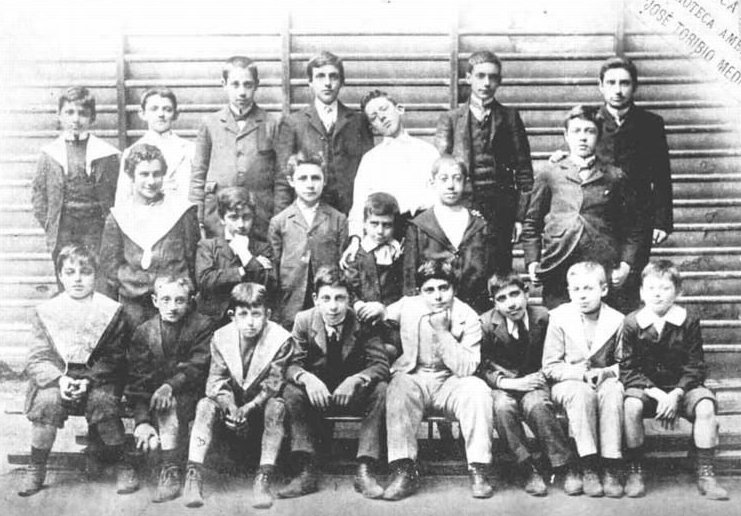
Alumnes del' Institut Nacional en 1901
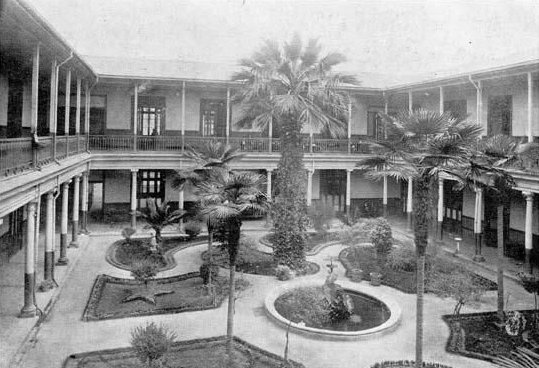
Vista de l'establiment en 1913
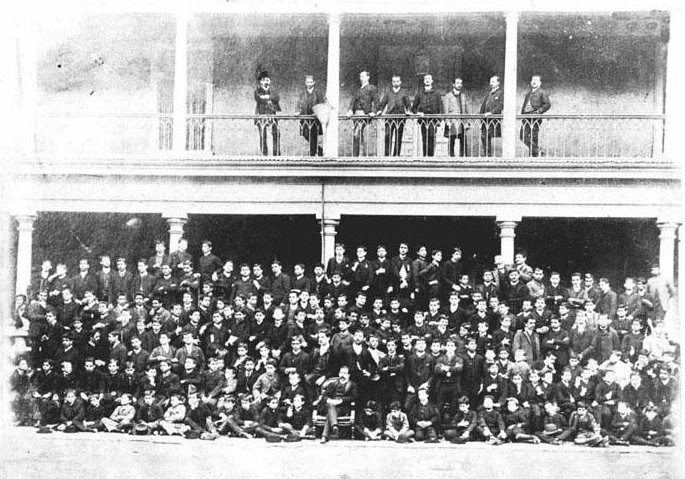
Alumnes celebren el centenari de l'establiment
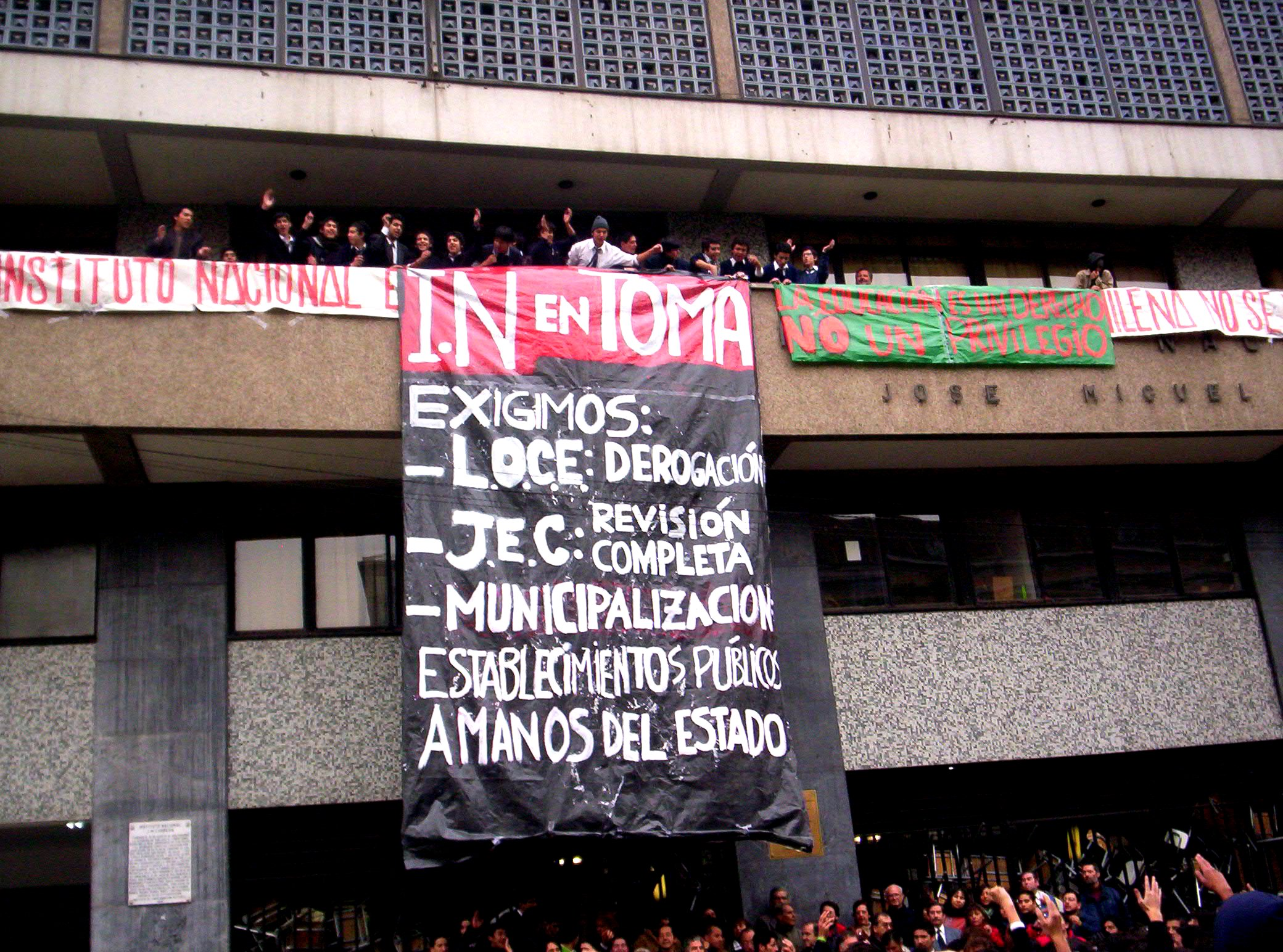
Institut Nacional en toma, 2006